# Domenico Ghirlandaio
Domenico Ghirlandaio, pravog imena Domenico di Tommaso Bigordi (Firenca, 1449. – Firenca, 11. siječnja 1494.), bio je talijanski renesansni slikar.
Učio je kod oca zlatara i slikara Baldovinettija, pod čijim je utjecajem naslikao freske Život Sv. Fine u kolegijatskoj crkvi u San Gimignanu (1475. – 77.). Nastavio je raditi u radionici Andrea del Verrocchija gdje je izrađivao freske sa sakralnim temama pri čemu je zbivanja prenosio u firentinsku sredinu i interijere otmjenih firentinskih kuća s tipičnim arhitektonskim i dekorativnim elementima quattrocenta, a likovi su portreti njegovih suvremenika u svečano ruho onoga doba (npr. freske u crkvi i refektoriju Svih Svetih (Ognisanti) u Firenci kao što su Sv. Jeronim u ćeliji i Posljednja večera, 1480.). Na tim monumentalnim freskama bogata kolorita i uravnoteženih kompozicija oslikao je firentinski način života i običaje toga grada u doba renesanse, te tako zabilježio humanističku atmosferu za vladavine Lorenza de Medicija.
Nakon fresaka (Krist povjerava apostolski poziv Petru i Andriji, 1481. – 82.) u vatikanskoj Sikstinskoj kapeli i na zidovima biblioteke Siksta IV. radio je svoja glavna djela: freske u kapeli Sassetti u Santa Trinità (Život Sv. Franje, 1483. – 85.) i ciklus prizora u kapeli Tornabuoni crkve Santa Maria Novella (Život Blažene Djevice Marije i Život Sv. Ivana Krstitelja, 1486. – 90.).
Naslikao je nekoliko oltarnih kompozicija (Poklonstvo pastira, 1485., s očiglednim utjecajem Huga van der Goesa; Pohod Marije Elizabeti (Vizitacija Marijina), 1491.) i pojedinačne portrete individualiziranih fizionomija (Francesco Sasseti sa sinom; Giovanna Tornabuoni, 1488.; Djed s unukom, 1480./90.).
U Firenci je vodio slikarsku radionicu, a njegov najpoznatiji učenik je bio Michelangelo.
- Papa Grgur navještava smrt svetoj Fini, u kolegijatskoj crkvi u San Gimignanu, 1477.
- Poklonstvo pastira, kapela Sassetti u crkvi Svetog Trojstva iz 1485.
- Posljednja večera, 1486., San Marco, Firenca.
- Giovanna Tornabuoni, 1488., Muzej Thyssen-Bornemisza, Madrid.
- Djed s unukom, 1480./90., Louvre, Pariz.
- Pohod Marije Elizabeti, 1491., ulje na platnu, 172 × 165 cm, Louvre, Pariz

## Vanjske poveznice
- Domenico Ghirlandaio - sva djela  Arhivirana inačica izvorne stranice od 1. prosinca 2017. (Wayback Machine) (engl.)
- Domenico Ghirlandaio, životopis (engl.)